# Mike Long
Mike Long, född 29 augusti 1969, är en amerikansk filmproducent, regissör och skådespelare i pornografisk film, som medverkat i över 500 filmer sedan 1998. Han har även regisserat ett hundratal filmer i samma genre.
När han började sin karriär som porraktör var detta under namnet Luciano, detta namn behöll Extreme Production när han lämnade dem. Mumera går han under namnet Michel Stefano.
Mellan 2003 och 2004 var Michael Stefano gift med porraktrisen/regissören Jewel De'Nyle.

## Priser och nomineringar
- 1999: XRCO Award – Unsung Swordsman
- 1999: XRCO Award – Best Group Scene
- 2004: AVN Award Nominee – Best Group Sex Scene (tillsammans med Ashley Blue, Erik Everhard, Steve Holmes)
- 2004: AVN Award - Male Performer of the Year
- 2004: AVN Award - Best Anal Sex Scene
- 2006: AVN Award - Best Three-Way Sex Scene
- 2009: AVN Award - Best Threeway Sex Scene
- 2010: AVN Award - Hall of Fame[1]